# Josh Shapiro
Joshua David Shapiro (sinh ngày 20 tháng 6 năm 1973) là một chính trị gia và luật sư người Mỹ, từng giữ chức thống đốc thứ 48 của bang Pennsylvania kể từ năm 2023. Là một đảng viên của Đảng Dân chủ, ông từng giữ chức tổng chưởng lý thứ 50 của Pennsylvania từ năm 2017 đến năm 2023 và là thành viên của Hội đồng Ủy viên Quận Montgomery từ năm 2012 đến năm 2017.
Lớn lên ở Quận Montgomery, Pennsylvania, Shapiro theo học khoa học chính trị tại Đại học Rochester và lấy bằng tiến sĩ luật tại Đại học Georgetown. Sau đó, ông làm cố vấn cấp cao cho Thượng nghị sĩ Robert Torricelli. Shapiro được bầu vào Hạ viện Pennsylvania năm 2004, đánh bại cựu dân biểu Đảng Cộng hòa Jon D. Fox. Ông đại diện cho khu vực 153 từ năm 2005 đến năm 2012. Shapiro được bầu vào Hội đồng Ủy viên Quận Montgomery năm 2011, đánh dấu lần đầu tiên Đảng Cộng hòa mất quyền kiểm soát Quận Montgomery. Phục vụ trong hội đồng từ năm 2011 đến năm 2017, ông giữ chức chủ tịch và vào năm 2015, cũng được Thống đốc Tom Wolf bổ nhiệm làm chủ tịch Ủy ban Tội phạm và Vi phạm pháp luật Pennsylvania.
Shapiro đã tranh cử tổng chưởng lý Pennsylvania vào năm 2016, đánh bại ứng cử viên Cộng hòa John Rafferty Jr., và được bầu lại vào năm 2020. Với tư cách là tổng chưởng lý, ông đã công bố những phát hiện của một báo cáo của bồi thẩm đoàn toàn tiểu bang tiết lộ việc lạm dụng trẻ em bởi các linh mục và sự che đậy của các nhà lãnh đạo nhà thờ; ông cũng đã giúp đàm phán 1 tỷ đô la cho Pennsylvania như một phần của thỏa thuận giải quyết vấn đề thuốc phiện toàn quốc. Shapiro đã tranh cử thống đốc Pennsylvania trong cuộc bầu cử năm 2022. Ông đã chạy đua không có đối thủ trong cuộc bầu cử sơ bộ của Đảng Dân chủ và đã đánh bại ứng cử viên Cộng hòa Doug Mastriano trong cuộc tổng tuyển cử với tỷ lệ 14,8 phần trăm.
Shapiro được cho là một trong hai ứng cử viên cuối cùng trong cuộc lựa chọn ứng cử viên phó tổng thống của Kamala Harris cho cuộc bầu cử tổng thống Hoa Kỳ năm 2024, với Harris cuối cùng đã chọn Thống đốc bang Minnesota Tim Walz.

## Cuộc sống và giáo dục ban đầu
Shapiro sinh ngày 20 tháng 6 năm 1973 tại Kansas City, Missouri. Ông đã dành một vài năm thời thơ ấu của mình tại một căn cứ của Hải quân Hoa Kỳ, nơi cha ông, Steven Shapiro, làm nhân viên y tế, trước khi gia đình chuyển đến Dresher, Pennsylvania, một cộng đồng ở Upper Dublin Township thuộc Quận Montgomery. Cha ông, Steven, hiện làm bác sĩ nhi khoa tại Pediatric Medical Associates ở East Norriton, Pennsylvania (trước đây là Rydal, Pennsylvania), và mẹ anh, Judi, làm giáo viên.
Shapiro được nuôi dưỡng trong một gia đình Do Thái. Năm 6 tuổi, thông qua giáo đường Do Thái của mình, Hội thánh Beth Sholom ở Công viên Elkins và Trường Do Thái Forman, ông bắt đầu viết thư cho Avi Goldstein, một người Do Thái Liên Xô từ chối ở Tbilisi, Gruzia và kêu gọi những người khác tham gia vào một chương trình trao đổi bạn bè qua thư quốc tế mà ông gọi là Trẻ em vì Avi. Ông học trung học tại Học viện Do Thái Akiba ở Merion Station, Pennsylvania. Trong thời gian học trung học, Shapiro đã dành thời gian làm tình nguyện viên ở Israel sau khi ông "được yêu cầu thực hiện một dự án dịch vụ", mà ông và các bạn của mình đã hoàn thành thông qua "một chương trình đưa họ đến một kibbutz ở Israel, nơi ông làm việc tại một trang trại và một ngư trường." Chương trình cũng bao gồm dịch vụ tại một căn cứ quân đội. Ông là đội trưởng đội bóng rổ trong năm cuối cấp.
Shapiro theo học tại Đại học Rochester, chuyên ngành khoa học chính trị. Năm 1992, ông là sinh viên năm nhất đầu tiên được bầu làm chủ tịch hội sinh viên của trường. Ông tốt nghiệp Đại học Rochester với bằng danh dự loại xuất sắc năm 1995. Trong thời gian làm việc tại Đồi Capitol, ông đã đăng ký học tại Trung tâm Luật Georgetown với tư cách là sinh viên buổi tối và lấy bằng Tiến sĩ Luật năm 2002.

## Sự nghiệp ban đầu

### Đồi Capitol
Sau khi tốt nghiệp đại học, Shapiro chuyển đến Washington, D.C. Tại đó, ông bắt đầu làm việc tại bộ phận công vụ của đại sứ quán Israel vào tháng 4 năm 1996. Theo người phát ngôn của Shapiro, ông làm việc ở đó "để có kinh nghiệm về chính sách đối ngoại. Công việc của ông chủ yếu liên quan đến việc giáo dục công chúng về Israel." Vào tháng 9, ông bắt đầu làm việc cho Dân biểu Hoa Kỳ Peter Deutsch. Ông cũng làm trợ lý lập pháp cho Thượng nghị sĩ Hoa Kỳ Carl Levin và là cố vấn cấp cao cho Thượng nghị sĩ Hoa Kỳ Robert Torricelli. Trong thời gian làm việc cho Torricelli, Shapiro đã lên kế hoạch cho các chuyến công du về các vấn đề đối ngoại ở Trung Đông và Châu Á, bao gồm cả chuyến đi đến Triều Tiên.
Từ năm 1999 đến năm 2003, Shapiro làm việc với tư cách là chánh văn phòng cho Dân biểu Hoa Kỳ Joe Hoeffel, người đại diện cho một số khu vực của Quận Montgomery, Pennsylvania.